# Marco Evaristti
Marco Evaristti (født 25. april 1963 i Chile) er en chilensk-dansk kunstner, hvis kunstværker ofte er provokerende og beskæftiger sig med tabuer. Hans mest velkendte værk er Helena fra året 2000, hvor han placerede levende fisk i blendere, så publikum kunne tænde dem.
Evaristti er vokset op i en jødisk familie fra Italien, der flygtede til Chile under 2. verdenskrig.

## Fisk i blendere
I 2000 vakte han opsigt med installationen Helena, der bestod af ti blendere med vand med levende sværddragere. Blenderne var udstillet på kunstmuseet Trapholt i Kolding, og publikum havde mulighed for at tænde for blenderne, hvorved fiskene ville dø. Fiskene omtales ofte fejlagtigt som guldfisk. 
Allerede i 1985 benyttede studieværten Kim Schumacher fisk i en blender som baggrundsdekoration i musikshowet på tv 1999. 
Efter at otte fisk havde ladet livet og en politianmeldelse for overtrædelse af dyreværnsloven, fik museet påbud om at afbryde strømmen til blenderne. En dom gav museet medhold, og politiets påbud blev erklæret grundløst.
Blenderne var af mærket Moulinex, og firmaet tog efter balladen i en pressemeddelelse afstand fra kunstinstallationen.

## Andre værker
I 2007 blev Marco Evaristti anholdt af fransk politi i forbindelse med et projekt på Mont Blanc. Politiet var bange for at han ville hælde rød maling på bjerget.
I 2008 offentliggjorde Marco Evaristii planer om at fodre guldfisk med det frysetørrede lig af en henrettet amerikaner.
Planerne blev droppet, da fangen fik ændret sin dødsdom til tre gange livstid.
Et andet kontroversielt værk var en model af koncentrationslejren Auschwitz af ofrenes omsmeltede guldtænder, som det jødiske museum i København afviste at udstille.